# Parc éolien de Gwynt y Môr
Le parc éolien de Gwynt y Môr est un parc éolien en mer en cours de construction situé au Pays de Galles au Royaume-Uni. Sa réalisation devrait se terminer en 2014, sa production a commencé en septembre 2013. Le projet aurait coûté 2 milliards d'euros, avec un marché de 1,2 milliard d'euros pour Siemens.